# استوديو ساينبوست
استوديو ساينبوست (باليابانية: 株式会社スタジオ サインポスト، بالروماجي: Kabushiki-gaisha Sutajio Sainposuto) هو استوديو رسوم متحركة ياباني تابع لإستديو بيرو، تأسس في 10 مارس عام 1959، ويقع مقره في سوغينامي في طوكيو.

## التاريخ
تأسس الاستوديو في عام 1959 بصفته وكالة إعلانية، ودخل في صناعة الرسوم المتحركة في عام 1989. وأعيد تنظيمه في عام 1993، واتخذ الاستوديو اسم استوديو كيكان ثم تغيير اسمه إلى بيرو بلاس
في عام 2009، ثم تم تغييره الاسم
مرة أخرى إلى استوديو سيغنبوست بعد عشر سنوات .

## أعمال الاستوديو

### مسلسلات أنمي تلفزيونية
- جزيرة الشطار (1993–2008)
- ري-كان! (2015)[2]
- ماغميل اللازوردي (2019)[3]
- أودا شينامون نوبوناغا (2020)[4]
- كنغدوم الجزء الثالث (2020– بالتعاون مع إستديو بيرو)[5][6]

## وصلات خارجية
- الموقع الرسمي باللغة اليابانية